# نجد (جيولوجيا)

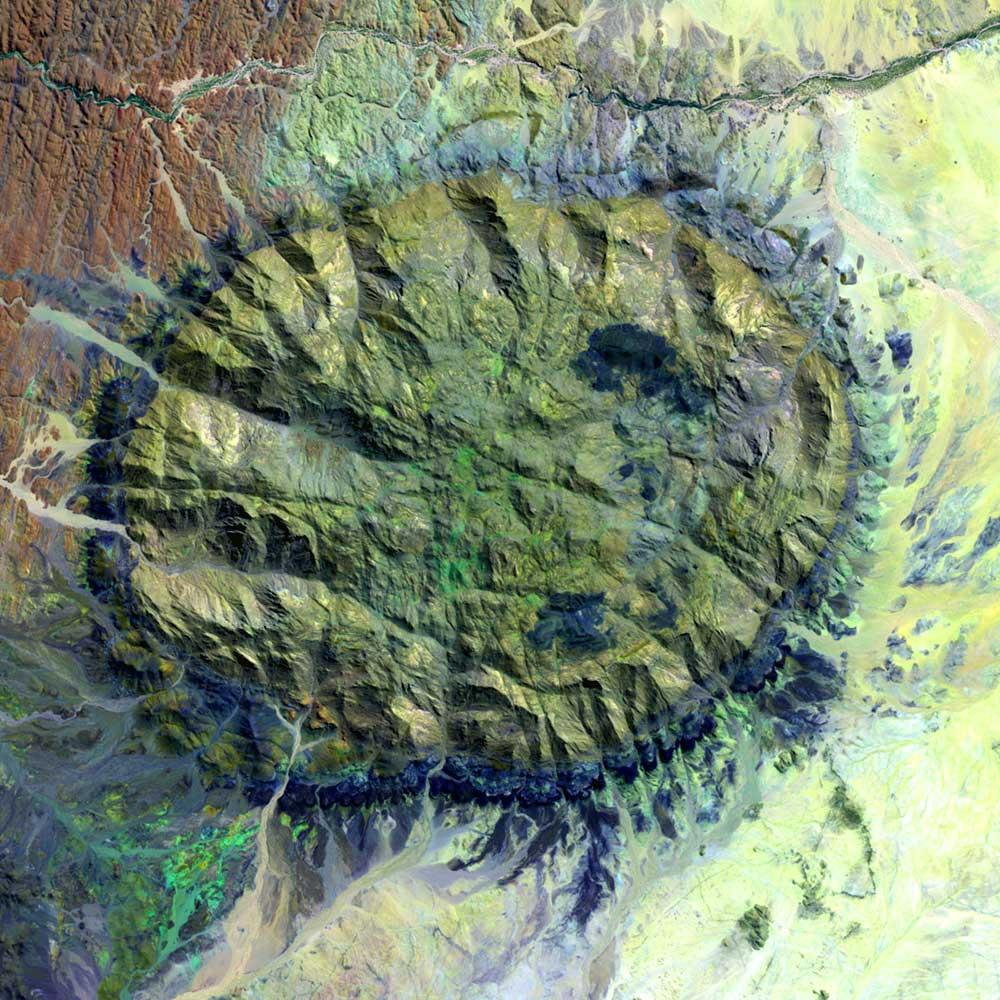
صورة فضائية لكتلة براندبيرغ الجبلية في ناميبيا.

الكتلة الجبلية أو النَّجد أو المَسِّيف أو الكتلة الصخرية في علم الجيولوجيا (علم الأرض) هو قسم من القشرة الأرضية المتميز بتضاريس مرتفعة عن سطح الأرض محاطة بفوالق أو انثناءات. يعود تشكل النجود إلى حركة الصفائح التكتونية، ولدراستها أهمية كبيرة في علم شكل الأرض. من الأمثلة هضبة نجد في شبه الجزيرة العربية، وكذلك جبال الكتلة الوسطى (النجد الأوسط) في فرنسا. ,يمكن أن يستخدم التعبير لوصف المرتفعات والكتل الجبلية خارج كوكب الأرض، كما في بعض المناطق على سطح كوكب المريخ.

## اقرأ أيضاً
- سلسلة جبلية
- علم شكل الأرض